# Yuta Wakimoto
Yuta Wakimoto (Japans: 脇本雄太) (Fukui, 21 maart 1989) is een Japans voormalig baanwielrenner. Hij behaalde een tweede plaats op de keirin tijdens de Wereldkampioenschappen baanwielrennen van 2020 in Berlijn. 
Wakimoto heeft deelgenomen aan de Olympische Zomerspelen in 2016, tijdens deze spelen behaalde hij een dertiende plaats op de keirin.

## Palmares
| Jaar | JK                   | AK                                           | WK                   | Overig                                                                              |
| ---- | -------------------- | -------------------------------------------- | -------------------- | ----------------------------------------------------------------------------------- |
| 2012 | ploegenachtervolging |                                              |                      |                                                                                     |
| 2013 | 1km tijdrit          | 6e keirin                                    |                      |                                                                                     |
| 2014 | 1km tijdrit · keirin | keirin · 1km tijdrit                         | 21e keirin           | Aziatische Spelen: 5e keirin                                                        |
| 2015 |                      | 6e keirin                                    |                      |                                                                                     |
| 2016 |                      | 6e keirin                                    | 5e keirin            | Olympische Spelen: 13e keirin                                                       |
| 2017 |                      | keirin · sprint                              | 25e keirin           | WB Santiago: · keirin                                                               |
| 2018 | keirin               |                                              | 9e keirin 16e sprint | WB Saint-Quentin-en-Yvelines: · keirin · Aziatische Spelen: · 5e keirin · 7e sprint |
| 2019 |                      | januari · keirin · oktober · keirin · sprint | 8e keirin 25e sprint |                                                                                     |
| 2020 |                      |                                              | keirin               |                                                                                     |
| 2021 |                      |                                              |                      | Olympische Spelen: 7e keirin 9e sprint                                              |
| 2022 | 6e keirin 7e sprint  |                                              |                      |                                                                                     |
| 2023 | 5e keirin            |                                              |                      |                                                                                     |